# Villa Baldassarri
Villa Baldassarri (Li Matassàri in dialetto salentino) è l'unica frazione di Guagnano, in provincia di Lecce. Conta 1 025 abitanti e sorge a 2,5 km da Guagnano e a 20 km da Lecce.

## Toponomastica
Il nome è collegato alla famiglia feudataria leccese dei Baldassarro, che furono proprietari del casale.

## Storia
Sorge su un territorio che fino al Medioevo era occupato dalla Foresta di Oria. Le sue origini sono legate all'antica grancia basiliana di San Giovanni Monicantonio, estesissimo feudo ubicato al centro della provincia.
In questo territorio largamente disabitato venne a costituirsi un primo insediamento, Casale San Giovanni, oggi scomparso e poco più a nord dell'attuale Villa Baldassarri, nella zona occupata dalle masserie Antoglietta e Carritelli.
La sua antichità è ricordata, tra gli altri storici regionali, dal prof. Cosimo De Giorgi, nella sua opera "Geografia fisica", nella quale si legge che "nel 1301 appartenne al Monastero dell'Isola di S. Pietro in Taranto".
Sappiamo anche che, nel 1600, i proprietari di queste terre erano obbligati a versare le decime all'Abazia di S. Andrea dell'Isola in Brindisi.
Agli inizi del 1600, in seguito alla divisione di detto feudo, una parte considerevole di terreni, insieme con la masseria della famiglia Giannino, divenne proprietà della famiglia Baldassarro di Lecce. I casolari disseminati in questo territorio non costituiscono ancora una borgata. Solo nel 1795, nella statistica del Regno di Napoli, troviamo annotato: "Baldassarri Villa, Diocesi di Brindisi, feudo dell'Abbadia di S. Andrea in Insula -d'aria malsana- e popolazione: 250 abitanti".
Al centro delle abitazioni rurali, sorgeva una Cappella dedicata a S. Maria del Carmelo. Queste notizie si trovano in una quantità di documenti originali, conservati nell'Archivio di Stato di Lecce.
Nel 1612 Lucrezio Baldassarro stabilisce un censo sopra la sua proprietà situata in Villa Baldassarri.
Nel 1633 la proprietà di Lucrezio fu venduta a Domenico Farro e Marco Saetta, i quali non soddisfecero la decima dovuta all'Abazia di S. Andrea dell'Isola; la proprietà fu esposta all'asta pubblica e comperata dal chierico Marzo Vignes.
Un atto notarile del 1637 dichiara che Giacomo Baldassarro possedeva una masseria nel feudo di Monicantonio "in loco dicto Baldassarri". Un documento nel 1637 attesta che suor Eugenia Braccio faceva donazione a Bernardino Simone e a Gianpietro Braccio di una masseria denominata "li Baldassarri", vicino ai Benefici della Cappella della Madonna del Carmelo "cum immagine Sanctae Mariae Montis Carmeli". Nel 1690 Oronza Baldassarro da Lecce si maritava con Girolamo Rubino e portava in dote una masseria detta "li Baldassarri".
Villa Baldassarri, non avendo mai avuto una propria Università, andava soggetta, quanto ai beni, ai catasti delle Università di Campi, Guagnano, Cellino, Sandonaci e Squinzano; finché nel 1811 fu svincolata da ogni dipendenza a tanti paesi e aggregata all'Università di Guagnano. Se all'indipendenza civile si arrivò solo nel 1811, l'indipendenza religiosa risale a molto tempo prima, cioè al 1767.

## Monumenti e luoghi d'interesse

### Chiesa Madonna del Carmelo
La Cappella del 1600 doveva essere abbastanza piccola, aveva tre altari: quello maggiore, sul quale era collocata un'immagine della Madonna del Carmelo (un dipinto a olio su tela), un secondo altare intitolato a S. Andrea Apostolo e un terzo al SS. Crocifisso.
Nella prima metà del 1700 la Cappella veniva ingrandita una prima volta. Nel 1767, oltre all'altare maggiore, troviamo un altare dedicato alla Beata Vergine del Carmelo e un altro al SS. Crocifisso. 

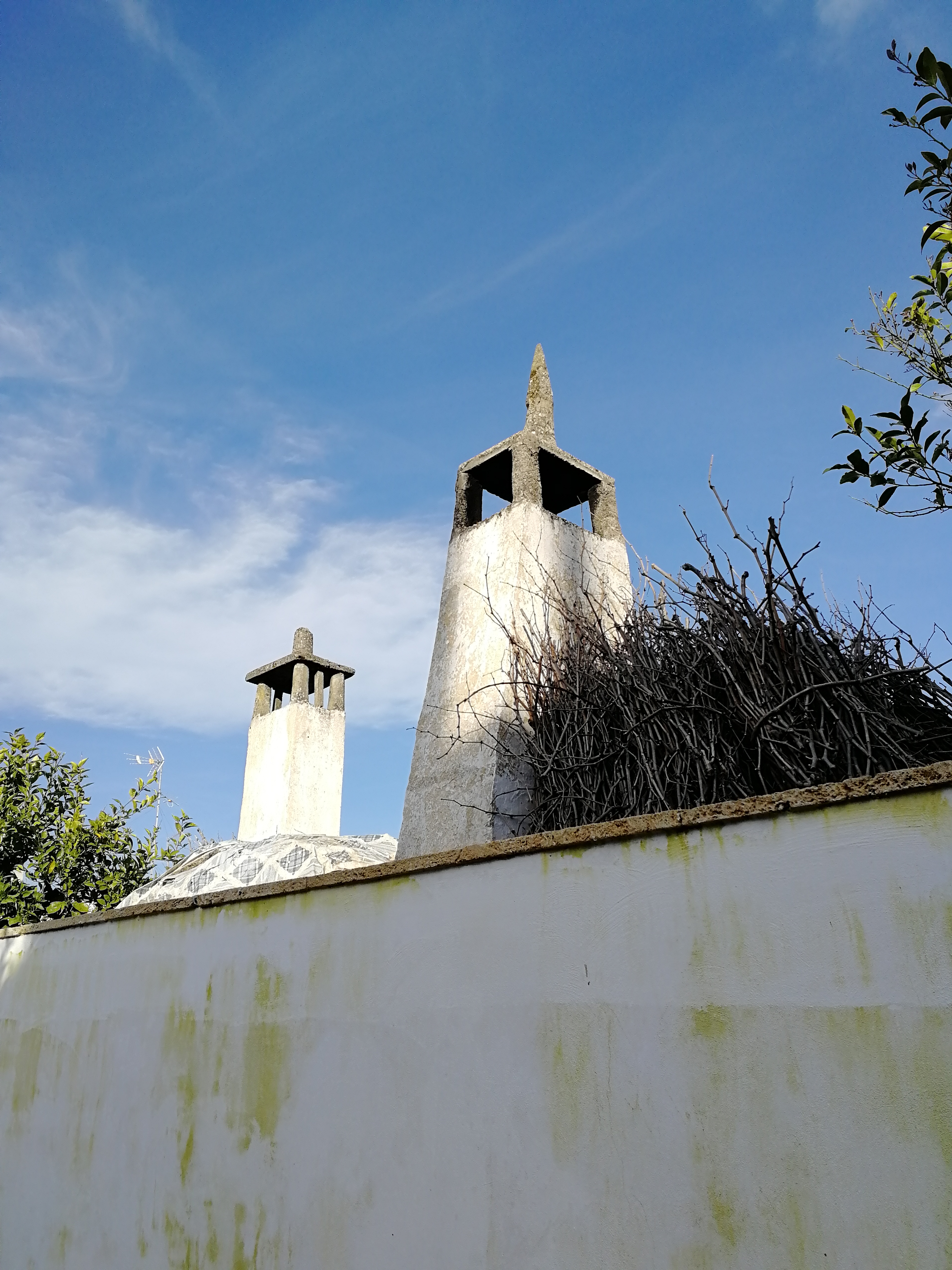
Comignoli

Completati i lavori, la chiesa fu benedetta nel 1801 dall'economo curato Tarentini di Guagnano.
Nella chiesa troviamo i seguenti altari:
- altare maggiore, intitolato alla Madonna del Carmelo (il dipinto su tela non è ancora stato distrutto);
- altare dell'Immacolata Concezione, con una pala dipinta a olio e una statuetta della Madonna;
- altare della Purificazione;
- altare di S. Giuseppe, sul quale era collocata una tela dipinta a olio, raffigurante la morte del santo;
- altare di S. Antonio Abate, con una statua del santo in pietra leccese. 

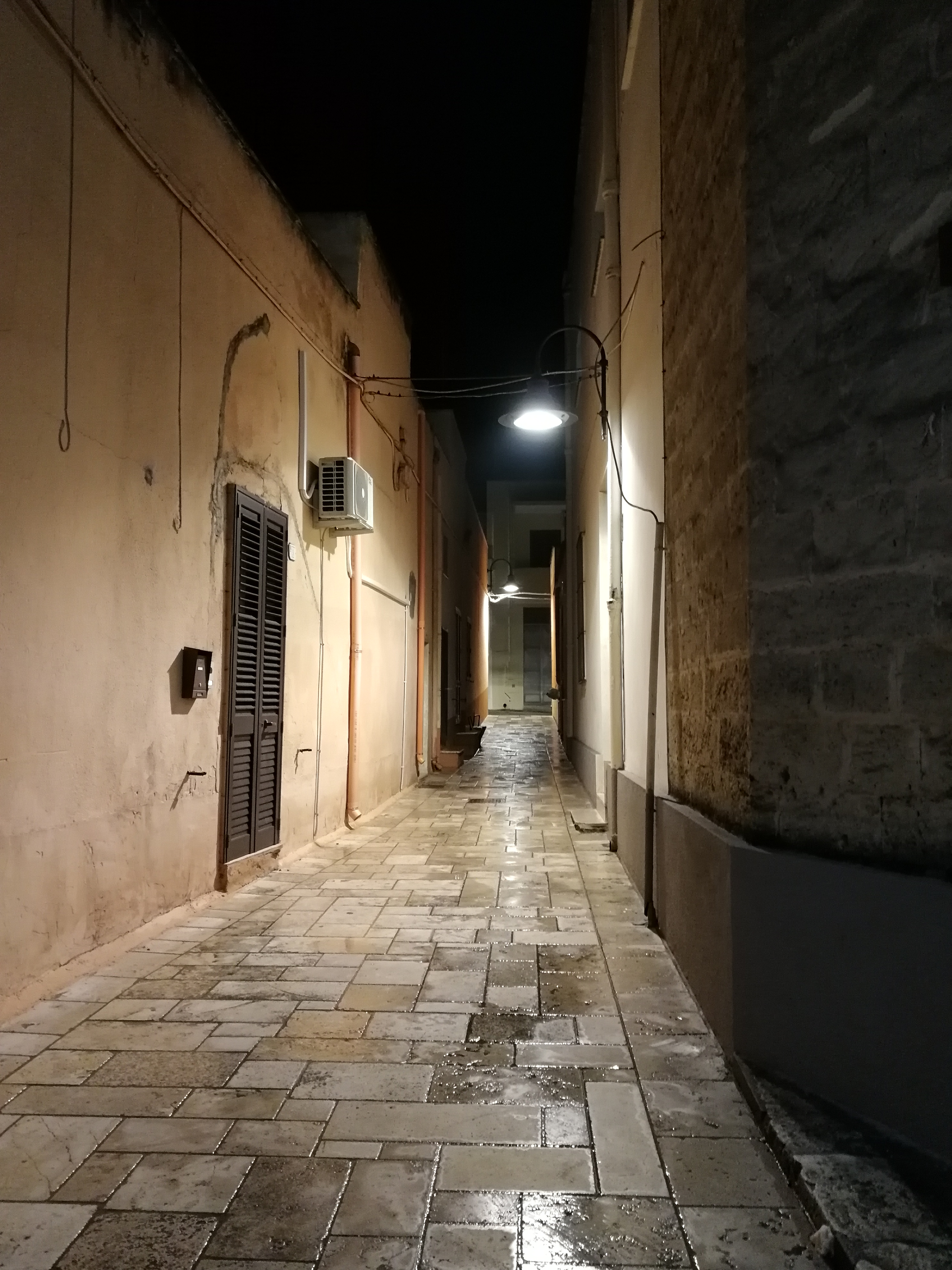
Vico Trinità

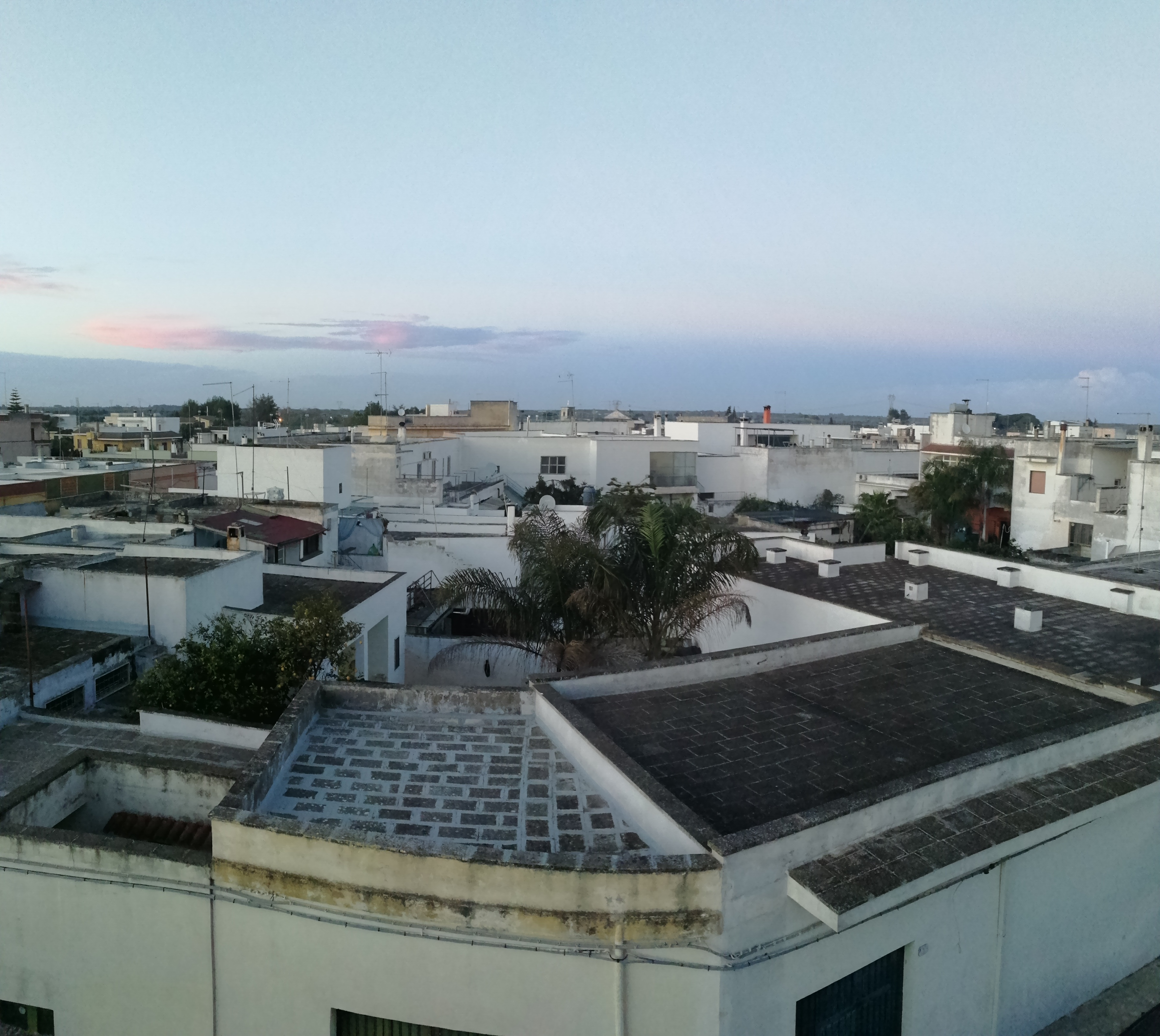
Panorama Villa Baldassarri

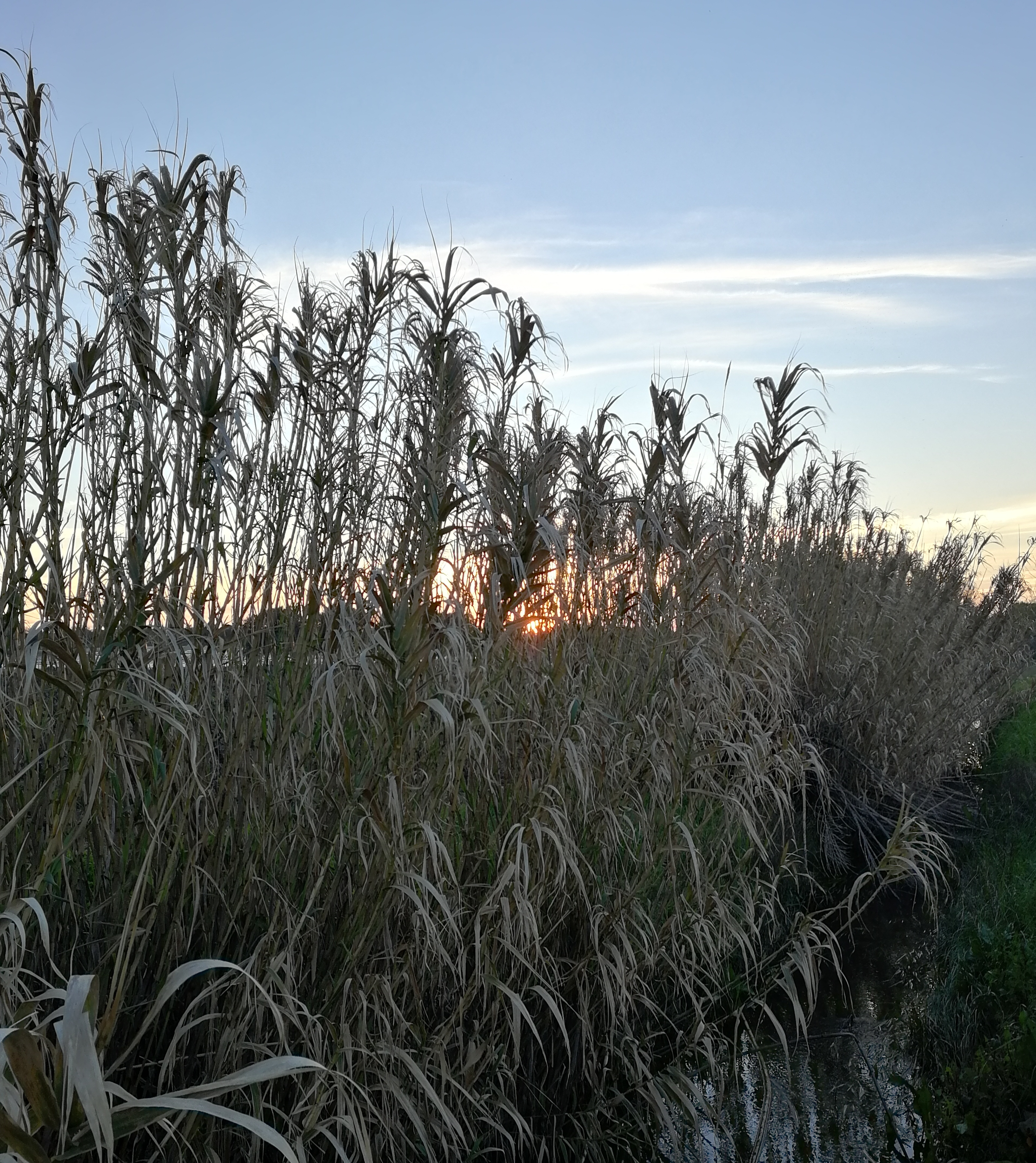
Tramonto sul canale della lacrima

L'ultimo ampliamento della chiesetta è stato realizzato nella prima metà di questo secolo: sono stati ricavati il presbiterio e l'abside semicircolare nel luogo in cui sorgeva una vecchia abitazione, comprendente un vano a piano terra e uno a primo piano. I restauri sono stati più numerosi degli ampliamenti; anche gli altri hanno subito numerosi spostamenti. Nel corso dell'ultimo restauro, completato nel 1957, sono stati tolti gli altri laterali, creando tra pilastro e pilastro un secondo muro, non di sostegno, ma innalzando semplicemente per poter realizzare su di esso degli affreschi. Un'intercapedine di circa quindici centimetri separa il muro nuovo da quello antico. Nella chiesa di antico, oltre ai blocchi di carparo e al materiale terroso di cui sono composti i muri sono rimasti solo due oggetti che risalgono alla fine del 1700 – una statua di S. Antonio Abate (compatrono del paese) in pietra leccese e un ciborio scolpito su un blocco unico di pietra leccese.
Di fattura piuttosto recente le statue in cartapesta: la Madonna del Carmine col Bambino, l'Immacolata, l'Addolorata, Gesù Morto, S. Giuseppe, S. Antonio Abate, S. Antonio di Padova, il Cuore di Gesù.
Guardando verso l'abside, a destra, è stato collocato il Santissimo Sacramento. La nicchia che deve essere internamente rivestita in oro, ospita il ciborio in pietra leccese. Intorno, una cornice in pietra bianca di Carovigno. Di fronte al Santissimo Sacramento è stato realizzato un mosaico, che rappresenta la Madonna col Bambino e uno scorcio di Villa Baldassarri, opera di un'équipe denominata “AMOSAICO”;
I dipinti del soffitto sono stati realizzati nel 1955-56 da Salvatore Murra. In mezzo ai tanti tondi di angeli, due figure sono state messe in rilievo: la Madonna del Carmelo che consegna lo scapolare a S. Simone Stok e S. Antonio Abate; sopra la porta maggiore le figure dei santi Pietro e Paolo.

### Museo del Vino, delle Arti e dei Mestieri Antichi
Il museo è sito in largo San Lorenzo nella sede della scuola elementare "Cosimo Scalinci".
La sua istituzione fu prevista nel progetto di collaborazione Italia-Grecia "Wine NET" e grazie al contributo di GAL Terre d'Arneo.
Le sale all'interno sono adibite a esposizione e a degustazione di prodotti tipici territoriali.

## Eventi

### Eventi religiosi
- Fòcara di Sant'Antonio (compatrono del paese).
- Festa della Madonna del Carmelo celebrata da ormai più di 240 anni nei giorni 2 e 3 settembre che sono completamente dedicati ai festeggiamenti religiosi in onore della Vergine del Carmelo.
- San Giuseppe. La festività ricorre il primo maggio con la benedizione delle "matthre", tavolate di cibo da distribuire ai meno abbienti. La "Matthra" è per i fedeli un momento di carità e grande legame con la tradizione religiosa. Vengono infatti scelti i tre personaggi rappresentanti la Sacra Famiglia tra gli abitanti del paese. La processione dei fedeli parte dalla chiesa e raggiunge la casa di San Giuseppe, uomo scelto solitamente anziano affinché rappresenti in toto le sembianze del Santo. Successivamente i fedeli raggiungono la casa di Maria, una ragazza scelta molto giovane. Qui tradizione vuole che San Giuseppe debba bussare tre volte alla sua porta. Si raggiunge successivamente la casa di Gesù bambino, un neonato, per poi dirigersi in piazza e consumare il pasto dei santi. La scelta dei personaggi, prettamente simbolica, è vista dagli abitanti con grande euforia e devozione. Per le famiglie dei personaggi è un grande onore e segno di buon augurio.
- Corpus Domini.

### Eventi folkloristici
- Sagra del Maiale (prima decade di settembre).

Il Borgo Antico di Villa Baldassarri si anima per le tradizionali serate della Sagra del Maiale una delle più antiche del Salento, edizione n° 44 nel 2025. L'evento enogastronomico di fine estate conosciuto in tutto il Salento è organizzato dalla Pro Loco di Villa Baldassarri con la collaborazione del Comitato Feste Pastorali, con il contributo e il Patrocinio del Comune di Guagnano e il riconoscimento della Provincia di Lecce e della Regione Puglia. L'evento porta allegria per le strade del paese, con i suoi stand gastronomici ricchi di menù della tradizione culinaria locale, rigorosamente a base di carne e, soprattutto, di maiale. Momento di divertimento e di degustazione, un saluto all'estate appena trascorsa. Un intero paese è pronto ad accogliere i turisti e curiosi alla ricerca un momento di leggerezza ed evasione tra gastronomia, musica e buon vino.

## Curiosità
- La festa della Madonna del Monte Carmelo si festeggia in realtà il 16 luglio. Tale festa è chiamata dagli abitanti "La Madonna te le sidici taire" o semplicemente "le sidici taire". Le "taire" o "aire" nel dialetto del posto corrispondono alle aie dove i contadini facevano essiccare i covoni di grano. Il sedici luglio tradizione voleva infatti che la mietitura fosse la migliore della stagione grazie all'intercessione della Vergine.
- Una parte del paese è conosciuta come "li Monti" in quanto è posta su una zona più elevata rispetto al resto del paese e corrispondente a via Indipendenza.
- Nella festività del Corpus Domini è usanza per gli abitanti di Villa esporre in strada le più belle piante e i divani coperti con lenzuola ricamate, affinché Gesù possa entrare nelle case e dimorare presso di loro.

## Società sportive
La società di riferimento per l'atletica è l'Abacus Villa Baldassarri.
La società Abacus (Associazione BAldassarrese CUlturale Sportiva) nasce nel 2001 ed è affiliata alla FIDAL. Gli atleti che compongono la società sono: settore giovanile assoluto e Master maschili e femminili che partecipano a competizioni di livello provinciale, regionale e nazionale, conseguendo importanti risultati.
L'Abacus Villa Baldassarri organizza la Corsa Terre del Negramaro gara di corsa su strada arrivata alla 20ª edizione. E la Marcia Terre del Negroamaro arrivata alla 6ª edizione

## Infrastrutture e trasporti

### Strade
I collegamenti stradali principali sono rappresentati da:
- Strada statale 7 ter Salentina Lecce-Taranto

Il centro è anche raggiungibile dalle strade provinciali interne SP105 Guagnano-Villa Baldassarri, SP365 San Donaci-Villa Baldassarri-Strada statale 7 ter Salentina.

### Ferrovie
Le stazioni ferroviarie più vicine sono quelle di Salice Salentino e di Guagnano entrambe poste sulla linea Martina Franca-Lecce delle Ferrovie del Sud Est.

### Aeroporti
Gli aeroporti civili più vicini sonno
- Aeroporto Internazionale del Salento con sede a Brindisi.
- Aeroporto di Taranto-Grottaglie "Marcello Arlotta", che effettua servizi di linea per il traffico passeggeri con voli charter.
- Aeroporto internazionale di Bari "Karol Wojtyla".